# Trattato di Parigi (1763)
Il trattato di Parigi del 10 febbraio 1763, spesso chiamato anche pace di Parigi, è un trattato di pace firmato nel 1763 tra Gran Bretagna e Francia che, insieme a quello di Hubertusburg, pose fine alla guerra dei sette anni, che coinvolse buona parte degli stati europei e le rispettive colonie.
Con questo trattato la monarchia britannica ottenne l'espulsione dei francesi dall'America settentrionale conseguendo il controllo del Canada e della valle dell'Ohio, mentre in America centrale gli inglesi occuparono numerosi territori francesi, in particolare alcune isole delle Piccole Antille (esclusa la Martinica che restò francese) e in Africa (alcune basi in Senegal). Dalla Spagna, gli inglesi ottennero la Florida. In questo modo la corona inglese si assicurò l'egemonia sul commercio extra-europeo.

## Descrizione
Il testo del trattato è composto da un'introduzione abbastanza lunga e dal corpo degli articoli. L'introduzione presenta i firmatari (Spagna, Gran Bretagna, Francia ed in seguito il Portogallo) e la benedizione da parte di Dio.
I primi regnanti ad essere citati sono quelli inglesi partendo da Giorgio II e successivamente Giorgio III, il firmatario della pace. In entrambi i casi abbiamo un susseguirsi di aggettivi superlativi assoluti e relativi come “Il regno del più Sereno e del più Potente Principe” che suggeriscono l'entità della vittoria della corona Britannica. In seguito viene citato Luigi XV re di Francia, Carlo III re di Spagna, Giuseppe I re del Portogallo. Tutti costoro hanno il compito di creare questa pace e di darle l'importanza che necessita.
A seguire vengono citati gli ambasciatori e ministri straordinari scelti liberamente da tutte le parti. Da notare che tutti appartengono a Ordini molto importanti, come quello dell'Ordine di Cristo. Anche qui i personaggi sono anticipati da una serie di aggettivi superlativi assoluti. Fra i tanti compaiono anche i Grimaldi, regnanti sui territori di e intorno a Nizza e di Monaco.
Con la pace di Parigi, la Gran Bretagna riuscì ad estromettere completamente la Francia dall'America settentrionale, sottraendole interamente il Canada. La Francia dovette cedere anche alcune isole delle Antille caraibiche, tra cui la Guadalupa, nonché il Senegal e il Senegambia in Africa occidentale. Sul continente asiatico le acquisizioni inglesi risultarono ancora più consistenti, con la conquista di Calcutta, del Bengala e della regione del Bihar, della città di Pondicherry e dell'intera regione del Deccan.